# Liste der denkmalgeschützten Objekte in Breitenfurt bei Wien
Die Liste der denkmalgeschützten Objekte in Breitenfurt enthält die 9 denkmalgeschützten, unbeweglichen Objekte der Gemeinde Breitenfurt bei Wien.

## Denkmäler
| Foto |                 | Denkmal | Standort                                                  | Beschreibung | Metadaten |
| ---- | --------------- | --- | --------------------------------------------------------- | --- | --- |
| ja   | Datei hochladen | Katholische Pfarrkirche hl. Bonifaz/Waldkirche mit Pfarrhaus HERIS-ID: 23336 Objekt-ID: 19688                    | Bonifaziusgasse 2 Standort KG: Breitenfurt                | 1968 bis 1970 von Clemens Holzmeister erbaut und 1990 erweitert und umorientiert                                                                                       | BDA-Hist.: Q22691434 Status: § 2a Stand der BDA-Liste: 2025-06-30 Name: Katholische Pfarrkirche hl. Bonifaz/Waldkirche mit Pfarrhaus GstNr.: 304/1 Pfarrkirche St. Bonifaz, Breitenfurt |
| ja   | Datei hochladen | Kloster der Töchter der göttlichen Liebe / St. Josef (Straßentrakt) mit Kapelle HERIS-ID: 49560 Objekt-ID: 53401 | Hauptstraße 58 Standort KG: Breitenfurt                   | Vierflügeliger Bau mit späthistoristischer Klosterkapelle, 1873 in Umbau einer Mühle entstanden, Kloster der Kongregation der Töchter der göttlichen Liebe             | BDA-Hist.: Q38034634 Status: § 2a Stand der BDA-Liste: 2025-06-30 Name: Kloster der Töchter der göttlichen Liebe / St. Josef (Straßentrakt) mit Kapelle GstNr.: .74                     |
| ja   | Datei hochladen | Schwesternfriedhof mit Gruftkapelle Lechner und Kreuzweg HERIS-ID: 21306 Objekt-ID: 17624                        | bei Hauptstraße 58 Standort KG: Breitenfurt               | 1918 bis 1921 angelegter Friedhof mit Kreuzweg und Gruftkapelle für Franziska Lechner von Clemens Holzmeister                                                          | BDA-Hist.: Q37861016 Status: § 2a Stand der BDA-Liste: 2025-06-30 Name: Schwesternfriedhof mit Gruftkapelle Lechner und Kreuzweg GstNr.: 231/2, 234/2 Schwesternfriedhof Breitenfurt    |
| ja   | Datei hochladen | Ehem. Augustineum, Kindergarten HERIS-ID: 23322 Objekt-ID: 19674                                                 | Kardinal Piffl-Platz 1 Standort KG: Breitenfurt           | Flügeltrakt des ehemaligen Schlosses, im 19. und 20. Jahrhundert mehrmals umgebaut                                                                                     | BDA-Hist.: Q37875655 Status: Bescheid Stand der BDA-Liste: 2025-06-30 Name: Ehem. Augustineum, Kindergarten GstNr.: .13                                                                 |
| ja   | Datei hochladen | Pfarrhof HERIS-ID: 24791 Objekt-ID: 21199                                                                        | Kardinal Piffl-Platz 2 Standort KG: Breitenfurt           | Zweigeschoßiger Trakt des ehemaligen Schlosses im Anschluss an die Pfarrkirche, Stuckspiegel mit Minervadarstellung                                                    | BDA-Hist.: Q37887556 Status: § 2a Stand der BDA-Liste: 2025-06-30 Name: Pfarrhof GstNr.: .11, 61/1 Pfarrhof Breitenfurt                                                                 |
| ja   | Datei hochladen | Katholische Pfarrkirche hl. Johannes Nepomuk HERIS-ID: 21129 Objekt-ID: 17444                                    | Kardinal Piffl-Platz 2 Standort KG: Breitenfurt           | 1714 bis 1724 von Anton Erhard Martinelli als Teil des von Gregor Wilhelm von Kirchner in Auftrag gegebene ehemalige Kirchnersche Schloss mit barocker Schlosskapelle. | BDA-Hist.: Q37859151 Status: § 2a Stand der BDA-Liste: 2025-06-30 Name: Katholische Pfarrkirche hl. Johannes Nepomuk GstNr.: .12 Breitenfurt St. Nepomuk                                |
| ja   | Datei hochladen | Wegkapelle hl. Johannes Nepomuk HERIS-ID: 23253 Objekt-ID: 19605                                                 | Stelzerbergstraße 2, in der Nähe Standort KG: Breitenfurt | Nepomukstatue aus dem frühen 18. Jahrhundert in einer 1978/79 restaurierten schlichten Kapelle                                                                         | BDA-Hist.: Q37875271 Status: § 2a Stand der BDA-Liste: 2025-06-30 Name: Wegkapelle hl. Johannes Nepomuk GstNr.: 478/3 Breitenfurt Nepomukkapelle                                        |
| ja   | Datei hochladen | Friedhof mit sog. Guiliani-Kreuz HERIS-ID: 21873 Objekt-ID: 18198                                                | Stelzerbergstraße 15 Standort KG: Breitenfurt             | 1736 urkundlich erwähnter Friedhof des Armenspitals mit Giovanni Giuliani zugeschriebenem Steinkruzifix aus dem ersten Viertel des 18. Jahrhunderts                    | BDA-Hist.: Q37865546 Status: § 2a Stand der BDA-Liste: 2025-06-30 Name: Friedhof mit sog. Guiliani-Kreuz GstNr.: 7/2 Friedhof Breitenfurt                                               |
| ja   | Datei hochladen | Ehem. Forsthaus mit Nebengebäuden HERIS-ID: 33701 Objekt-ID: 31394                                               | Stelzerbergstraße 40 Standort KG: Breitenfurt             | 1801 erbautes eingeschoßiges Hauptgebäude mit frühklassizistischen Fenstergittern und Walmdach                                                                         | BDA-Hist.: Q37953501 Status: Bescheid Stand der BDA-Liste: 2025-06-30 Name: Ehem. Forsthaus mit Nebengebäuden GstNr.: .3/1, .3/2                                                        |